# Aaron March
Pour les articles homonymes, voir March.
Aaron March, né le 14 mai 1986 à Bressanone, est un snowboardeur italien spécialisé dans les épreuves de slalom parallèle et de slalom géant parallèle. Il débute en Coupe du monde en 2004 à Bardonnèche et remporte sa première course à Moscou en 2010.

## Palmarès

### Championnats du monde
- Championnats du monde 2023 à Bakuriani (Géorgie) :
  -  Médaille d'or en slalom parallèle par équipes.
- Championnats du monde 2025 à Engadine (Suisse) :
  -  Médaille de bronze en slalom parallèle.

### Coupe du monde
- 1 gros globe de cristal :
  - Vainqueur du classement parallèle en 2021.
- 2 petits globe de cristal :
  - Vainqueur du classement slalom parallèle en 2017 et en 2021.
- 20 podiums en slalom parallèle dont 4 victoires.

#### Détails des victoires
| Épreuve / Édition | Slalom parallèle          | Slalom géant parallèle |
| ----------------- | ------------------------- | ---------------------- |
| 2009-2010         | Moscou                    |                        |
| 2020-2021         | Bad Gastein Berchtesgaden |                        |
| 2024-2025         | Bad Gastein               |                        |